# SARS
 Der er for få eller ingen kildehenvisninger i denne artikel, hvilket er et problem. Du kan hjælpe ved at angive troværdige kilder til de påstande, som fremføres i artiklen.

 Denne artikel omhandler lungesygdommen. For virussen, der forårsager den, se SARS-CoV.
SARS (Akut luftvejssyndrom eller Severe Acute Respiratory Syndrome på engelsk) er en sygdom der opstod i Kina (Guangdong) i 2002. I dette område er der en række gunstige betingelser for at virus kan overføres fra dyr til mennesker, jf. zoonose, og nye virussygdomme kan opstå, blandt andet fordi mennesker, fjerkræ og grise lever tæt opad hinanden.
Det er nu efter al sandsynlighed fastslået at sygdommen skyldes coronavirussen SARS-CoV. Den nye virus ligner dog ikke de almindelige humane coronavira; den stammer derimod sandsynligvis fra dyr, muligvis fugle. SARS-virussen er usædvanlig bestandig og muterer ikke i så høj grad som almindelig influenzavirus.
SARS-CoV-2, der er en beslægtet coronavirus til SARS-CoV, gav i 2019-2021 anledning til pandemien COVID-19.

## Historie
Den første der slog alarm i WHO var den italienske læge Carlo Urbani, der arbejdede i Hanoi. Han undersøgte en amerikansk forretningsmand med sygdommen og blev desværre derved selv smittet og døde.
Sygdommen har siden spredt sig til en lang række lande.
Høj feber, hoste, problemer med at trække vejret eller stakåndethed er alle symptomer på sygdommen. Den kan derfor let forveksles med influenza. Der findes ingen specifik behandling af sygdommen, så behandlingen kan alene rettes mod symptomerne. 10-20 % af de personer som rammes får så svære symptomer, at de risikerer at dø af sygdommen. Specielt ældre mennesker over 65 år risikerer at dø af SARS, i denne aldersgruppe er dødeligheden 50 %.
Sygdommen smitter som almindelig influenza via dråbesmitte på tæt hold fra menneske til menneske. Dette gør den knapt så smitsom, som hvis den var direkte luftbåren og giver håb om, at SARS ikke vil sprede sig så aggressivt som frygtet. Sygdommen kan smitte en dag før symptomer ses, og også derefter.
Det var i begyndelsen ikke muligt at foretage en effektiv test der kunne konstatere sygdommen, men den 14. april 2003 frigav det tyske firma Artus en test, der på to timer kunne afgøre om en person var inficeret.

## Sygdommens spredning
Kina (Guangdong)
I perioden 16. november 2002 – 28. februar 2003 er der rapporteret om i alt 792 tilfælde, hvoraf 31 er døde. Der er rapporteret om tilfælde i syv byer.
Herefter spredte sygdommen sig til Hong Kong hvor det første tilfælde blev registreret den 12. marts 2003.
Efterfølgende er også Canada, Frankrig, Irland, Italien, Schweiz, Singapore, Storbritannien, Taiwan, Thailand, Tyskland (Frankfurt), USA og Vietnam (Hanoi) blevet ramt.
Den 6. april var omkring 1.600 – 1.700 smittet i 13 lande og heraf er 60 døde.
I dagene efter den 6. april viste det sig, at smitten i Kina var langt større end den officielle udmelding, og den kinesiske sundhedsminister blev fyret.
Den 28. april 2003 blev Vietnam erklæret for det første land som effektivt havde bekæmpet sygdommen og stoppet smitten i landet.
Status 7. maj 2003: 6727 registrerede tilfælde fordelt på 28 lande på 6 kontinenter, hvoraf 478 er døde.
En PCR-test viser den 11. maj, at den første finne, en 28-årig mand, har fået SARS og han indlægges på universitetssygehuset i Åbo. Han blev smittet under en rejse til Canada. Efterfølgende viser det sig, at testen var fejlbehæftet, og at han ikke er smittet med SARS.
De efterfølgende uger stiger antallet af meldinger om lande og byer som har fået kontrol over sygdommen, og epidemien bliver i juli af WHO erklæret for standset. Cirka 8.000 personer bliver i alt smittet med sygdommen, hvoraf cirka 800 dør.
Dog er det konstateret et nyt tilfælde i Singapore den 8. september, som dog ser ud til at være isoleret.

## Sygdommens økonomiske effekt
SARS fik en betydelig indflydelse på en række asiatiske landes økonomi. En opgørelse af tidsskriftet Far Eastern Economic Review opgjorde tabet til næsten 75 milliarder kroner. Andre opgjorde det økonomiske tab endnu højere.
Specielt inden for flytransporten, hvor afgange blev aflyst, da ingen ønskede at rejse til områder med SARS i udbrud, men også andre erhvervssektorer som var delvis afhængige af flytrafikken blev ramt hårdt.